# C/2010 U3 (Boattini)
C/2010 U3 (Boattini) ist ein Komet, der im Jahr 2010 entdeckt wurde. Seine Entdeckung erfolgte in der bis dahin größten Entfernung eines Kometen von der Sonne, er befand sich damals noch fast doppelt so weit von ihr entfernt wie der Planet Saturn und sollte noch mehr als acht Jahre brauchen bis zum Erreichen des Perihels seiner Bahn.

## Entdeckung und Beobachtung
Der Komet wurde von Andrea Boattini auf vier Aufnahmen entdeckt, die am 31. Oktober 2010 im Rahmen der Mount Lemmon Survey mit dem 1,52-m-Steward-Teleskop des Mount-Lemmon-Observatoriums in Arizona gemacht wurden. Die Helligkeit des Objekts lag bei 19–20 mag. Weitere Aufnahmen dort zwei Stunden später sowie Beobachtungen am folgenden Tag an mehreren Observatorien in New Mexico, Hawai’i und Russland konnten die Entdeckung bestätigen. Nachträglich konnte der Komet aber bereits auf Aufnahmen gefunden werden, die schon im November 2005 und August 2006 am Mauna-Kea-Observatorium bei einer Helligkeit von 23 mag gemacht worden waren.
Zum Zeitpunkt seiner Entdeckung war der Komet noch 18,4 AE von der Sonne entfernt und zeigte bereits eine Koma, dies war zu dieser Zeit die größte Entfernung, bei der ein Komet mit erkennbarer Aktivität entdeckt worden war. Die Prediscovery-Aufnahmen vom November 2005 zeigten den Kometen sogar in einem Abstand von 25,8 AE von der Sonne, nur knapp weniger als die Prediscovery-Entfernung von C/2006 S3 (LONEOS). Diese Rekorde wurden dann durch das im Jahr 2014 entdeckte transneptunische Objekt C/2014 UN271 (Bernardinelli-Bernstein) überboten, dessen kometarische Natur aber erst 2021 erkannt wurde.
Seit seiner Entdeckung konnte der Komet durchgehend mit großen Teleskopen beobachtet werden, seine Helligkeit stieg bis zu seiner größten Sonnennähe Anfang 2019 nur geringfügig bis auf etwa 16 mag an, die letzten Positionsbestimmungen erfolgten noch im April 2023. Im Oktober 2023 befand sich der Komet wieder etwa 12,8 AE von der Sonne entfernt.

## Wissenschaftliche Auswertung
Von 1998 bis 2014 wurden 50 Kometen bei einem Sonnenabstand >5 AE mit dem 60/90/180-Schmidt-Teleskop an der Station Piszkéstető des Konkoly-Observatoriums in Ungarn hinsichtlich ihrer Staubproduktion beobachtet, darunter auch zu drei Zeitpunkten im Dezember 2013 und im Juli und Oktober 2014 der Komet Boattini. In der zweiten Jahreshälfte 2014 war er schwächer als bei der ersten Beobachtung und die Koma erschien diffuser. Es deutete darauf hin, dass der Komet in 2013 oder vorher einen Ausbruch durchmachte.
In einem Forschungsprogramm der Liverpool John Moores University wurden 14 Kometen mit großen Periheldistanzen untersucht, dabei wurde auch der Komet Boattini im August 2014 am 2-m-Liverpool Telescope am Roque-de-los-Muchachos-Observatorium auf La Palma bei einem Sonnenabstand von 12,7 AE beobachtet und als Maßzahl für die Aktivität die Produktionsrate von Staub mit 13 kg/s bestimmt.
Komet Boattini gehört zu einer bislang seltenen Gruppe von Kometen, die bereits in einem Abstand von der Sonne entdeckt und beobachtet wurden, in denen ihre Aktivität noch nicht durch die Sublimation von Wasser, sondern durch andere Mechanismen getrieben wurde, wie Kristallisation von amorphem Wassereis und Sublimation von hochflüchtigen Substanzen. Um die Unterschiede und Gemeinsamkeiten solcher ultraweit entfernten Kometen besser zu verstehen, wurden einerseits archivierte Beobachtungen des Kometen Boattini aus den Jahren 2005–2006 mit dem 3,6-m-Canada-France-Hawaii Telescope (CFHT), aus 2009 mit dem 2,5-m-Teleskop der Sloan Digital Sky Survey (SDSS) und aus 2011–2012 mit dem 10-m-Teleskop I am Keck-Observatorium gesammelt und darüber hinaus von Ende 2016 bis Ende 2018 weitere Beobachtungen mit dem 0,9-m-WIYN-Teleskop am Kitt-Peak-Nationalobservatorium in Arizona durchgeführt. Die Daten wurden photometrisch ausgewertet und eine Bestimmung der Bahnelemente durchgeführt. Daraus konnten 2019 folgende Ergebnisse gewonnen werden:
- Der Komet war bereits aktiv zum Zeitpunkt seiner frühesten Beobachtung im November 2005 bei 25,8 AE Sonnenabstand.
- Trotz seiner ultraweit entfernten Aktivität wurde der Komet als „dynamisch alt“ eingestuft, der vor etwa 1,96 Mio. Jahren bereits ein Perihel in 8,36 AE Distanz von der Sonne durchlaufen hatte und den anschließend eine elliptische Bahn mit einer Großen Halbachse von etwa 15.700 AE in die Oortsche Wolke zurückführte.
- Der Komet stieß Staubkörner von etwa 10 µm Radius mit einer Geschwindigkeit von bis zu 50 m/s aus, was zur Sublimation von hochflüchtigen Substanzen wie Kohlenstoffmonoxid (CO) oder Kohlenstoffdioxid (CO2) passt. Die Aktivität bei den späteren Beobachtungen steht aber wahrscheinlich auch in Verbindung mit der Kristallisation von amorphem Wassereis, was bei etwa 11 AE Sonnenabstand begonnen haben würde.
- Der Komet könnte um 2009 und Anfang 2017 zwei Ausbruchsereignisse erlebt haben. Es wurde eine Massenverlustrate von mindestens 1 kg/s geschätzt, was auf einen Radius des Kerns von etwa 100 m oder mehr hinweist.
- Für die Bahnbestimmung ist die Annahme eines rein gravitativen Ansatzes hinreichend, es konnten keine signifikanten nicht-gravitativen Effekte auf den Kometen festgestellt werden.[3]

Aus drei Beobachtungen mit dem reaktivierten Weltraumteleskop NEOWISE vom 29. September 2017 bis 3. November 2018 bei etwa 9 bis 8,5 AE Sonnenabstand konnten die Produktionsraten von CO, CO2 und Staub bestimmt werden. Obwohl er sich immer noch seinem Perihel näherte, schien die Aktivität im Hinblick auf CO und/oder CO2 abzunehmen.

## Umlaufbahn
Für den Kometen konnte aus 4354 Beobachtungsdaten über einen Zeitraum von mehr als 17 Jahren eine temporär hyperbolische Umlaufbahn bestimmt werden, die um rund 56° gegen die Ekliptik geneigt ist. Seine Bahn verläuft damit schräg gestellt zu den Bahnebenen der Planeten. Im sonnennächsten Punkt (Perihel), den der Komet am 26. Februar 2019 durchlaufen hat, war er etwa 1,26 Mrd. km von der Sonne entfernt und kam der Sonne damit nur etwas näher als der Planet Saturn. Beim Durchlaufen der Zone der Planeten kam er keinem der äußeren Planeten nahe, erwähnenswert sind nur relativ entfernte Vorbeigänge am Uranus im September 2012 in etwa 12 ½ AE, am Jupiter im Dezember 2012 in etwa 11 ½ AE und ein weiteres Mal am Jupiter im Juli 2019 in etwas über 11 AE Distanz. Vom Bereich der kleinen Planeten blieb er weit entfernt, der Erde kam er am 27. Januar 2019 nicht näher als etwa 1,19 Mrd. km (7,93 AE).
Nach den Bahnelementen, wie sie in der JPL Small-Body Database angegeben sind und die keine nicht-gravitativen Kräfte auf den Kometen berücksichtigen, bewegte er sich lange vor der Annäherung an das innere Sonnensystem auf einer elliptischen Bahn mit einer Exzentrizität von etwa 0,99952, einer Großen Halbachse von etwa 17.500 AE und einer Umlaufzeit in der Größenordnung von 2,3 Mio. Jahren. Obwohl er keinem der großen Planeten besonders nahe kam, wurde seine Bahn durch seine geringe Geschwindigkeit und seinen langen Aufenthalt in ihrem Anziehungsbereich deutlich beeinflusst, denn seine zukünftige Bahnexzentrizität wird auf etwa 0,99831 und seine Große Halbachse auf etwa 5000 AE verringert, so dass sich seine Umlaufzeit auf etwa 350.000 Jahre verkürzt.
Im Jahr 2020 erstellte M. Królikowska aus 2144 Beobachtungsdaten aus dem Zeitraum 2005–2020 einen Satz rein gravitativer Bahnelemente (Modell „b5“), da nicht-gravitative Effekte in der Bewegung des Kometen nicht erkennbar waren. Für die zukünftige Bahn ergab sich daraus eine Exzentrizität von 0,99829 und eine Große Halbachse von 4930 AE mit einer Umlaufzeit von etwa 345.000 Jahren.
In einer Untersuchung von 2023 berechnen Królikowska und Dones weitere Sätze von gravitativen Bahnelementen, sowohl für die Daten des gesamten Beobachtungszeitraums als auch gesondert für die Beobachtungen vor und nach dem Periheldurchgang. Insgesamt bevorzugen sie unter den gravitativen Lösungen zur Beschreibung der ursprünglichen Bewegung des Kometen das Modell „p5“, das aus 206 Beobachtungsdaten aus dem Zeitraum 2005–2013 (ausschließlich vor dem Perihel) abgeleitet wurde, da es eine bessere Anpassung an die Beobachtungsdaten darstellt. Danach bewegte sich der Komet lange vor seiner Annäherung an die Sonne auf einer Bahn mit einer Exzentrizität von etwa 0,99952, einer Großen Halbachse von 17.300 AE, die Umlaufzeit lag bei 2,2 Mio. Jahren und er war definitiv dynamisch neu, also erstmals in Sonnennähe gekommen. Die Einschätzung von Hui, dass der Komet Boattini ein dynamisch alter Komet sei, der sich bereits zuvor in geringem Sonnenabstand aufgehalten hätte (siehe Kapitel „Wissenschaftliche Auswertung“), wurde wegen der fehlenden Berücksichtigung der Störeinwirkung von benachbarten Sternen kritisch gesehen und eine Neuberechnung unter Beachtung der Einflüsse von solchen Sternen als notwendig erachtet. Schließlich zeigten Bahnberechnungen unter Berücksichtigung nicht-gravitativer Effekte, dass erste Anzeichen davon bereits feststellbar waren, als der Komet im Jahr 2015 noch mehr als 11 AE Sonnenabstand hatte.